# Phaedrotoma horcomollensis
Phaedrotoma horcomollensis är en stekelart som först beskrevs av Fischer 1968.  Phaedrotoma horcomollensis ingår i släktet Phaedrotoma och familjen bracksteklar. Inga underarter finns listade i Catalogue of Life.